# James Walker (kierowca wyścigowy)
James Walker (ur. 25 sierpnia 1983 na wyspie Jersey) – brytyjski kierowca wyścigowy.

## Kariera

### Formuła Ford
James karierę rozpoczął w roku 1999, od startów w kartingu. W 2002 roku przeszedł do wyścigów samochodów jednomiejscowych, debiutując w Brytyjskiej Formule Ford. W głównym cyklu był siedemnasty, natomiast w klasie Avon Tyres Junior został sklasyfikowany na 6. miejscu. Rok później, w kategorii Scholarship, sięgnął po tytuł mistrzowski. W latach 2001–2003 bez powodzenia brał udział w Festiwalu tej serii. Nie spisał się również najlepiej w zimowej edycji tego serialu, w roku 2002.

### Formuła 3
W latach 2004–2006 Walker brał udział w Brytyjskiej Formule 3. Najlepiej spisał się w ostatnim podejściu, kiedy to zmagania zakończył na 9. pozycji. W tym samym roku wziął udział również w czterech wyścigach europejskiej edycji, jednakże bez sukcesu. Bez powodzenia startował również w prestiżowym Masters of Formuła 3.

### Formuła Renault 3.5
W latach 2007–2009 Brytyjczyk ścigał się w Formule Renault 3.5. Najlepiej zaprezentował się w ostatnim roku startów, kiedy rywalizację ukończył na 5. lokacie. Wówczas trzykrotnie stawał na podium, z czego raz na najwyższym stopniu (w niedzielnym wyścigu, na torze Spa-Francorchamps).

### Superleague Formula
W roku 2008 James zadebiutował w nowo utworzonej serii Superleague Formula. Wziął udział wówczas w dwóch rundach – w pierwszej z nich reprezentował szkockie barwy Rangers FC, w drugiej niemiecką Borussię Dortmund. Punktował trzykrotnie, w ostatnim podejściu sięgając po zwycięstwo.
W sezonie 2010 ścigał się dla angielskiego klubu Liverpool FC. Wystąpiwszy w siedmiu rundach, ani razu nie znalazł się na podium. Zdobyte przez niego punkty przyczyniły się do zajęcia przez jego ekipę 10. pozycji, w końcowej klasyfikacji. W pozostałych eliminacjach jego miejsce zajął Belg Frédéric Vervisch.

## Statystyki
| Sezon | Seria                                                    | Zespół                          | Wyścigi | Zwycięstwa | PP | NO | Podium | Punkty | Pozycja |
| ----- | -------------------------------------------------------- | ------------------------------- | ------- | ---------- | -- | -- | ------ | ------ | ------- |
| 2002  | Brytyjska Formuła Ford                                   |                                 |         |            |    |    |        | 50     | 17      |
| 2002  | Brytyjska Formuła Ford (klasa Avon Tyres)                |                                 |         |            |    |    |        | 182    | 6       |
| 2003  | Brytyjska Formuła Ford (klasa Scholarship)               |                                 |         |            |    |    |        | 466    | 1       |
| 2004  | Brytyjska Formuła 3                                      | Hitech Racing                   | 24      | 0          | 0  | 0  | 0      | 20     | 18      |
| 2005  | Brytyjska Formuła 3                                      | Fortec Motorsport               | 22      | 1          | 0  | 1  | 1      | 69     | 11      |
| 2006  | Brytyjska Formuła 3                                      | Hitech Racing                   | 21      | 0          | 0  | 0  | 3      | 92     | 9       |
| 2006  | Formuła 3 Euro Series                                    | Hitech Racing                   | 4       | 0          | 0  | 0  | 0      | 0      | NS      |
| 2007  | Formuła Renault 3.5                                      | Fortec Motorsport               | 17      | 1          | 0  | 0  | 1      | 19     | 19      |
| 2008  | Formuła Renault 3.5                                      | Fortec Motorsport               | 17      | 0          | 0  | 0  | 1      | 36     | 13      |
| 2008  | Superleague Formula                                      | Glasgow Rangers – Team West-Tec | 4       | 1          | 0  | 0  | 1      | 227    | 13      |
| 2008  | Volkswagen Racing Cup Great Britian                      |                                 |         |            |    |    |        | 358    | 6       |
| 2009  | Formuła Renault 3.5                                      | P1 Motorsport                   | 17      | 1          | 0  | 2  | 3      | 89     | 5       |
| 2010  | Superleague Formula                                      | Liverpool FC                    | 16      | 0          | 0  | 0  | 0      | 439    | 10      |
| 2010  | Grand American Rolex Series – GT                         | JLowe Racing                    | 0       | 0          | 0  | 0  | 0      | 0      | NS      |
| 2011  | Le Mans Series – LM GTE Pro                              | JMW Motorsport                  | 5       | 2          | 0  |    | 2      | 46     | 2       |
| 2011  | Grand American Rolex Series – GT                         | JLowe Racing                    | 1       | 0          | 0  | 0  | 0      | 16     | 57      |
| 2012  | FIA World Endurance Championship – LMGTE Pro             | JMW Motorsport                  | 2       | 0          | 0  | 0  | 1      | 0      | NS†     |
| 2012  | European Le Mans Series – GTE Pro                        | JMW Motorsport                  | 1       | 1          | 0  | 0  | 1      | 26     | 2       |
| 2012  | Volkswagen Scirocco R Cup Germany                        |                                 | 1       | 0          | 0  | 0  | 0      | 0      | NS      |
| 2013  | FIA World Endurance Championship                         | Delta-ADR                       |         |            |    |    |        | 13     | 20      |
| 2013  | FIA World Endurance Championship Trophy for LMP2 Drivers | Delta-ADR                       | 5       | 1          | 1  | 0  | 1      | 44     | 7       |
| 2013  | Avon Tyres British GT Championship – GT3                 | Fortec                          | 2       | 0          | 0  | 0  | 0      | 8      | 23      |
| 2014  | United Sports Car Championship – GTD                     | Fall-Line Motorsports           | 1       | 0          | 0  | 0  | 0      | 1      | 134     |
| 2014  | European Le Mans Series – LMP2                           | Greaves Motorsport              | 1       | 0          | 0  | 0  | 0      | 8      | 21      |
| 2014  | European Le Mans Series – GTE                            | JMW Motorsport                  | 1       | 0          | 0  | 0  | 1      | 15     | 15      |

† – Walker nie był liczony do klasyfikacji.

## Wyniki w Formule Renault 3.5
| Legenda oznaczeń w tabelach wyników Wyświetl szablon na nowej stronie | Legenda oznaczeń w tabelach wyników Wyświetl szablon na nowej stronie                                                                     |
| Oznaczenie                                                            | Wyjaśnienie |
| --------------------------------------------------------------------- | --- |
| Złoty                                                                 | Zwycięzca lub mistrzostwo |
| Srebrny                                                               | 2. miejsce lub wicemistrzostwo |
| Brązowy                                                               | 3. miejsce lub II wicemistrzostwo |
| Zielony                                                               | Ukończył, punktował (w klasyfikacji generalnej, gdy zdobył co najmniej jeden punkt na przestrzeni sezonu, poza trzema powyższymi opcjami) |
| Niebieski                                                             | Ukończył, nie punktował (w klasyfikacji generalnej, gdy nie zdobył co najmniej jednego punktu na przestrzeni sezonu)                      |
| Czerwony                                                              | Nie zakwalifikował się (NZ) |
| Czerwony                                                              | Nie prekwalifikował się (NPK) |
| Różowy                                                                | Nie ukończył (NU) |
| Różowy                                                                | Niesklasyfikowany (NS) (w klasyfikacji generalnej, gdy nie został sklasyfikowany w żadnym wyścigu sezonu)                                 |
| Czarny                                                                | Zdyskwalifikowany (DK) |
| Czarny                                                                | Wykluczony (WYK/EX) |
| Biały                                                                 | Nie wystartował (NW) |
| Biały                                                                 | Kontuzjowany (K/INJ) |
| Biały                                                                 | Wyścig odwołany (OD/C) |
| Bez koloru                                                            | Został wycofany (WYC/WD) |
| Bez koloru                                                            | Nie przybył (NP/DNA) |
| Bez koloru                                                            | Nie brał udziału w treningach (NT/DNP) |
| Bez koloru                                                            | Nie został zgłoszony (–) |
| Pogrubienie                                                           | Start z pole position |
| Kursywa                                                               | Najszybsze okrążenie wyścigu |
| †                                                                     | Nie ukończył, ale jego rezultat został zaliczony ze względu na przejechanie więcej niż 90% dystansu wyścigu.                              |
| *                                                                     | Sezon w trakcie |
| 1/2/3                                                                 | Punktowana pozycja w sprincie kwalifikacyjnym                                                                                             |
| Lista systemów punktacji Formuły 1                                    | |

| Rok  | Zespół            | Wyniki w poszczególnych eliminacjach | Wyniki w poszczególnych eliminacjach | Wyniki w poszczególnych eliminacjach | Wyniki w poszczególnych eliminacjach | Wyniki w poszczególnych eliminacjach | Wyniki w poszczególnych eliminacjach | Wyniki w poszczególnych eliminacjach | Wyniki w poszczególnych eliminacjach | Wyniki w poszczególnych eliminacjach | Wyniki w poszczególnych eliminacjach | Wyniki w poszczególnych eliminacjach | Wyniki w poszczególnych eliminacjach | Wyniki w poszczególnych eliminacjach | Wyniki w poszczególnych eliminacjach | Wyniki w poszczególnych eliminacjach | Wyniki w poszczególnych eliminacjach | Wyniki w poszczególnych eliminacjach | Punkty | Pozycja |
| ---- | ----------------- | ------------------------------------ | ------------------------------------ | ------------------------------------ | ------------------------------------ | ------------------------------------ | ------------------------------------ | ------------------------------------ | ------------------------------------ | ------------------------------------ | ------------------------------------ | ------------------------------------ | ------------------------------------ | ------------------------------------ | ------------------------------------ | ------------------------------------ | ------------------------------------ | ------------------------------------ | ------ | ------- |
| 2007 | Fortec Motorsport | ITA                                  | ITA                                  | DEU                                  | DEU                                  | MON                                  | HUN                                  | HUN                                  | BEL                                  | BEL                                  | GBR                                  | GBR                                  | FRA                                  | FRA                                  | PRT                                  | PRT                                  | ESP                                  | ESP                                  | 19     | 19      |
| 2007 | Fortec Motorsport | NU                                   | 14                                   | 24                                   | 18                                   | 14                                   | 12                                   | 10                                   | 20                                   | NU                                   | 10                                   | 1                                    | NU                                   | 18                                   | 7                                    | 20                                   | 15                                   | 10                                   | 19     | 19      |
| 2008 | Fortec Motorsport | ITA                                  | ITA                                  | BEL                                  | BEL                                  | MON                                  | GBR                                  | GBR                                  | HUN                                  | HUN                                  | DEU                                  | DEU                                  | FRA                                  | FRA                                  | PRT                                  | PRT                                  | ESP                                  | ESP                                  | 36     | 13      |
| 2008 | Fortec Motorsport | 7                                    | 7                                    | NU                                   | 16                                   | 8                                    | 10                                   | 12                                   | 7                                    | 10                                   | NU                                   | 13                                   | NU                                   | 9                                    | NU                                   | 14                                   | 7                                    | 2                                    | 36     | 13      |
| 2009 | P1 Motorsport     | CAT                                  | CAT                                  | BEL                                  | BEL                                  | MON                                  | HUN                                  | HUN                                  | GBR                                  | GBR                                  | FRA                                  | FRA                                  | PRT                                  | PRT                                  | DEU                                  | DEU                                  | ARA                                  | ARA                                  | 89     | 5       |
| 2009 | P1 Motorsport     | 6                                    | NU                                   | NU                                   | 1                                    | 3                                    | 4                                    | NU                                   | 4                                    | 2                                    | NU                                   | 9                                    | 6                                    | 8                                    | NU                                   | 4                                    | 18                                   | 9                                    | 89     | 5       |